# Oostereems
De Oostereems (Duits: Osterems) is de oostelijke benedenloop van de rivier de Eems in de Eemsmonding, daar waar die tussen de Oost-Friese waddeneilanden Juist en Borkum een zes kilometer brede zee-arm vormt rond de zandbank (of het eiland) Memmert. De Eems stroomt via de Dollard, waarna het ongeveer ter hoogte van de Eemshaven opsplitst in de Westereems en de Oostereems.
Van 1810 tot 1814 bestond er een Frans departement van de Oostereems, zie: Oostereems (departement).
- Virtual International Authority File: 240119343